# Tiranet olivaci
El tiranet olivaci (Phyllomyias fasciatus) és una espècie d'ocell de la família dels tirànids (Tyrannidae).

## Hàbitat i distribució
Habita els boscos del nord de Bolívia, Brasil, est de Paraguai i nord-est de l'Argentina.